# François de Godzinsky
Franciszek "François" Xavier de Godzinsky, ( París, 11 de novembre, 1878 - Suïssa, 1954), va ser un músic i compositor rus-finlandès.
Va ser el pare del músic George de Godzinsky. Sota el nom François de Godzinsky va dirigir una distingida orquestra de jazz que va actuar en diversos restaurants de Hèlsinki.

## Biografia
La família de Godzinsky era de naixement polonès, txec, romanès i georgià. L'àvia era francesa, però el pare era de les zones fronteres alemanyes de l'Oder. Durant els primers anys de vida de De Godzinsky, la família es va traslladar a Varsòvia, on el pare treballava com a enginyer. Els pares tenien una inclinació musical i durant els seus estudis a l'institut Godzinsky va practicar el violí clàssic. Al cap d'uns anys, la família es va traslladar Sant Petersburg, on de Godzinsky es va formar com a enginyer. Va fer una carrera al Ministeri de Comerç de Rússia amb la responsabilitat del ferrocarril de cotxes-llitera i restaurant. També va ser actiu com a venedor de cotó i va ser director de Finlayson sucursal a Sant Petersburg.
Tant de Godzinsky com la seva futura esposa Maria Othmar-Neuscheller van estudiar piano amb Alexander Siloti. Es van casar l'any 1913. Maria era filla del fabricant Maximilian Othmar-Neuscheller, que el 1904 s'havia construït la residència d'estiueig Suur-Merijoki gård als afores de Viborg. La família de Maria té arrels suïsses-holandeses. La parella era benestant, tenia tutors particulars per als seus cinc fills i socialitzaven en cercles musicals distingits. Van donar concerts junts, sovint van assistir a estrenes al Teatre Mariinsky i van ser amics d'Alexander Glazunov, Fiódor Xaliapin i Serguei Rakhmàninov. A més del piano, de Godzinsky també dominava la trompeta i el violoncel. La revolució russa va canviar la vida, i tant els Godzinsky com el seu sogre van ser empresonats durant un temps. El pare de Maria va ser ajudat a la llibertat pel seu amic Maksim Gorki, però va morir poc després. La família va intentar escapar a Finlàndia quatre vegades i finalment va aconseguir viatjar amb trineu pel llac Ladoga l'hivern de 1920. Després de ser posada tota la família en quarantena a Systerbäck, Maria va deixar el seu marit i els seus fills per reprendre la seva carrera musical. Finalment es va convertir en alumna de Franz Liszt i Maurice Rosenthal i va acabar com a professora de piano al Conservatori de Viena. A la dècada de 1920, els Godzinsky es van traslladar amb els nens d'Imatra i es van establir a Brunnsparken a Hèlsinki, on va agafar una feina com a músic de restaurant. S'havia vist obligat a deixar enrere tota la seva fortuna a Rússia.
El 1924 va fundar una orquestra de jazz anomenada "Mr. François's Salonki Jazz Band". Els seus membres originals eren, a més del propi director d'orquestra, l'oficial estonià Sergius Ungern-Sternberg al violoncel i al saxo, el militar polonès i antic comandant del transatlàntic Petropavlovsk, Boris Christoforoff a la bateria, l'antic mestre d'equitació de Nicolau II Boris Bunakoff al violí, Vasilij Andrejeff al violinista finlandès i Johan Forbal-born. El grup va actuar inicialment al restaurant Kappel, després es va unir a l'"Operakällaren" i després al restaurant Kasino a Brändö. Ja el 1928, l'orquestra es va separar i alguns membres es van unir a Yrjö Gunaropulos i més tard van formar els "Melody Boys", de Godzinsky i Andrejeff van continuar fent música i aviat es van afegir el saxofonista i violoncel·lista Georg Thedeberg i el banjoist Martti Parantainen. Després d'això, Godzinsky també va tocar el bombo. El fill George de Godzinsky va ser contractat com a pianista, i el 1930 l'orquestra va canviar d'escenari del Palladium al restaurant Royal. Com a director, de Godzinsky va ser descrit per alguns antics músics de l'orquestra com a crític, egocèntric i propens als conflictes.
De les composicions pròpies de Godzinsky, destaca especialment Tango Carita, que es va convertir en el primer tango indígena de Finlàndia. El títol es va gravar per primera vegada al gramòfon amb Martta Tiger com a solista el 1929, tot i que el tango ja havia arribat a Finlàndia el 1913.
Fora de la música, de Godzinsky va ser president de l'Associació Polonesa de Hèlsinki i en aquest paper va visitar Polònia el 1934. El 1938 va ser afectat per la malaltia de Parkinson i, sense poder treballar, va rebre el suport dels seus fills. En relació amb els bombardejos russos durant la Guerra d'Hivern, va resultar ferit i va patir un ictus. Va morir a Suïssa el 1954.